# Daun di Atas Bantal
Daun di Atas Bantal é um filme de drama indonésio de 1998 dirigido e escrito por Garin Nugroho. Foi selecionado como representante da Indonésia à edição do Oscar 1999, organizada pela Academia de Artes e Ciências Cinematográficas.

## Elenco
- Christine Hakim
- Heru
- Kancil
- Sugeng